# Langton Green
Langton Green est un village du Kent, en Angleterre.